# Commission de coopération environnementale
Pour les articles homonymes, voir CCE.
La Commission de coopération environnementale (CCE) est un organisme intergouvernemental qu’ont créé le Canada, le Mexique et les États-Unis pour mettre en œuvre l’Accord nord-américain de coopération dans le domaine de l'environnement (ANACDE), accord environnemental parallèle à l’Accord de libre-échange nord-américain (ALÉNA).
La CCE favorise la coopération entre ces trois pays signataires de l'ALÉNA, afin qu'ils se penchent sur des questions environnementales qui suscitent des préoccupations à l'échelle nord-américaine, plus particulièrement sur les possibilités et les défis en matière d'environnement auxquels donne lieu le libre-échange en Amérique du Nord.

## Origines et structure
La Commission de coopération environnementale a été créée en 1994 par le Canada, le Mexique et les États-Unis, en vertu de l’ANACDE. L’ANACDE est entré en vigueur parallèlement à l’Accord de libre-échange nord-américain (ALÉNA), et vient compléter les dispositions environnementales de l’ALÉNA. Les trois pays signataires de l’ANACDE s’engageaient à libéraliser les échanges commerciaux et à favoriser la croissance économique tout en collaborant et en améliorant continuellement la protection de l’environnement. L’adoption de l’ANACDE était en partie motivée par la volonté des États-Unis d’atténuer les préoccupations du public à propos de l’impact de la libéralisation des échanges sur la protection de l’environnement dans les trois pays, en particulier au Mexique.
La CCE est la première organisation environnementale internationale créée parallèlement à un accord commercial, et c’est la seule organisation qui a pour mandat de surveiller l’impact du commerce sur l’environnement en Amérique du Nord et d’en rendre compte.
La CCE est composée du Conseil, du Secrétariat et du Comité consultatif public mixte.

### Conseil de la CCE
Le Conseil, qui est l’organe directeur de la CCE, est composé du plus haut représentant gouvernemental dans le domaine de l’environnement (ministre ou équivalent) du Canada, du Mexique et des États-Unis : le ministre canadien de l’Environnement et du Changement climatique, le secrétaire de l’Environnement et des Ressources naturelles du Mexique et l’administrateur de l’Agence de protection de l’environnement des États-Unis.
Le Conseil se réunit au moins une fois par an afin de définir ses orientations globales, notamment en ce qui concerne son budget et ses activités. Au besoin, il attribue des responsabilités à des comités, groupes de travail ou groupes d’experts pour pouvoir s’acquitter de son mandat.

### Secrétariat
Le Secrétariat de la CCE a son siège à Montréal. Il met en œuvre plusieurs projets dans le cadre du plan opérationnel autorisé par le Conseil et traite les communications sur les questions d’application.

### Comité consultatif public mixte
Le Comité consultatif public mixte (CCPM), composé de quinze citoyens (cinq de chaque pays), donne des avis au Conseil sur toute question entrant dans le champ d’application de l’Accord nord-américain de coopération dans le domaine de l’environnement, et fournit de l’information au Secrétariat de la CCE. Composé de citoyens bénévoles, le CCPM se considère comme un microcosme de la société : un groupe indépendant de personnes qui apportent des contributions variées, compte tenu de la diversité de leur expérience et de leur optique culturelle.
De plus, en 2015, la CCE a créé un groupe de spécialistes des connaissances écologiques traditionnelles (CET), qui a pour mandat de trouver des possibilités d’appliquer les CET aux activités et aux politiques de la CCE.

## Identité visuelle

De 1994 à 2000
De 2001 à 2019
Depuis 2020

## Programme de travail concerté
Le programme de travail concerté de la CCE est décrit dans le Plan stratégique. L’actuel Plan stratégique de la CCE pour 2015 à 2020 définit trois domaines d’action prioritaires pour la CCE : L’atténuation des changements climatiques et l’adaptation à ces changements, La croissance verte et Des collectivités et des écosystèmes en santé.
Les plans opérationnels (mis à jour tous les deux ans) expliquent comment les objectifs du Plan stratégique seront atteints, grâce aux activités liées aux projets et à des initiatives clés, et précisent le budget dont dispose la Commission.

### Partenariat nord-américain pour l’action communautaire en environnement
En 2010, la CCE a créé un programme de subventions baptisé Partenariat nord-américain pour l'action communautaire en environnement (PNAACE), afin d’aider les collectivités à régler leurs problèmes environnementaux à l’échelle locale. Le PNAACE cherche à appuyer un ensemble de projets à la fois flexibles et diversifiés, qui amélioreront l’accès aux ressources fournies par les Parties par le biais de la CCE aux plus petites organisations de terrain, et qui permettront la formation de partenariats axés sur des initiatives communautaires et urbaines viables.

### Outils et ressources

#### Publications
La bibliothèque des publications en ligne de la CCE permet au public d’accéder facilement aux nombreux travaux publiés par la Commission à propos des politiques environnementales et des recherches sur l’environnement en Amérique du Nord.

#### Registre des rejets et des transferts de polluants
Le projet nord-américain de RRTP consiste à compiler et à diffuser l’information relative à l’origine des substances toxiques rejetées ou transférées par plus de 35 000 installations industrielles du Canada, des États-Unis et du Mexique, à la quantité de ces substances et à leur manipulation, à partir de données déclarées au registre des rejets et transferts de polluants (RRTP) de chaque pays. Les principaux produits issus de ce projet sont À l'heure des comptes en ligne, site Web qui présente de l’information et une base de données interrogeable contenant les données intégrées des RRTP nord-américains, et le rapport annuel À l'heure des comptes.
Le site À l’heure des comptes en ligne permet aux utilisateurs de trouver l’information relative à la pollution provenant d’installations industrielles dans l’ensemble de l’Amérique du Nord. On peut créer des tableaux récapitulatifs et des demandes de renseignements personnalisées, et télécharger les résultats d’analyse dans divers formats, dont les fichiers kml, qu’on peut visualiser sur Google Earth.

#### Atlas environnemental de l’Amérique du Nord
Créé grâce à la coopération entre trois agences nationales partenaires, l’Atlas environnemental de l'Amérique du Nord combine les données harmonisées provenant du Canada, du Mexique et des États-Unis, afin d’offrir une perspective continentale et régionale des enjeux environnementaux dépassant les frontières. L’Atlas continue de prendre de l’ampleur à mesure qu’on crée des cartes thématiques grâce aux travaux de la Commission de coopération environnementale (CCE) et de ses partenaires. Des scientifiques et des cartographes de Ressources naturelles Canada, de l’United States Geological Survey (USGS, Service géologique des États-Unis), de l’Instituto Nacional de Estadística y Geografía (Inegi, Institut national de statistiques et de géographie) et d’autres organismes de chaque pays ont produit l’information que contient l’Atlas. La collection de cartes visualisables, de données et de fichiers cartographiques téléchargeables est accessible en ligne, sans frais.

## Communications sur les questions d’application
Les articles 14 et 15 de l’ANACDE offrent un mécanisme permettant à toute organisation non gouvernementale ou à toute personne résidant ou établie en Amérique du Nord de déposer une communication alléguant qu’une Partie à l’Accord omet d’assurer l’application efficace de sa législation de l’environnement. Ce processus est encadré par les Lignes directrices relatives aux communications sur les questions d’application visées aux articles 14 et 15 de l’ANACDE. Il peut conduire à la constitution et à la publication d’un rapport détaillé (le « rapport factuel »), préparé et rédigé par des spécialistes indépendants. Les communications déposées dans le passé ont permis d’améliorer la protection de l’environnement, de modifier des lois et des politiques et d’augmenter les budgets alloués à l’application de la loi.
Voici une liste des dossiers factuels publiés depuis 1996 :
| Dossier factuel                                    | Année |
| -------------------------------------------------- | ----- |
| Brûlage de déchets agricoles dans l'État de Sonora | 2018  |
| Terres humides de Manzanillo                       | 2016  |
| Canyon du Sumidero II                              | 2015  |
| Centrales électriques au charbon                   | 2014  |
| Ex Hacienda El Hospital II and III                 | 2014  |
| Pollution environnementale à Hermosillo II         | 2014  |
| Lac de Chapala II                                  | 2013  |
| Véhicules automobiles au Québec                    | 2012  |
| Technoparc de Montréal                             | 2008  |
| ALCA-Iztapalapa II                                 | 2008  |
| Exploitation forestière en Ontario I et II         | 2007  |
| Pâtes et papiers                                   | 2006  |
| Tarahumara                                         | 2006  |
| Molymex II                                         | 2004  |
| Río Magdalena                                      | 2003  |
| BC Mining                                          | 2003  |
| Oldman River II                                    | 2003  |
| BC Logging                                         | 2003  |
| Aquanova                                           | 2003  |
| Oiseaux migrateurs                                 | 2003  |
| Metales y Derivados                                | 2002  |
| BC Hydro                                           | 2000  |
| Cozumel                                            | 1998  |

## Rapports indépendants du Secrétariat
En vertu de l’article 13 de l’ANACDE, le Secrétariat de la CCE peut préparer des rapports indépendants sur toute question relevant de la portée du programme annuel, et les présenter aux trois Parties et au grand public. Ces rapports peuvent porter sur des enjeux qui ne sont pas abordés dans les plans opérationnels biennaux et pourraient éclairer les futurs travaux de la CCE. Depuis 1994, le Secrétariat de la CCE a publié les rapports suivants :
| Rapport | Année |
| --- | ----- |
| Un commerce dangereux? Examen des exportations de batteries d’accumulateurs au plomb usées produites aux États-Unis et du recyclage du plomb de seconde fusion au Mexique, aux États-Unis et au Canada | 2013  |
| Sur la voie du développement durable – Réduction des émissions de gaz à effet de serre découlant du transport de marchandises en Amérique du Nord                                                      | 2011  |
| Bâtiment écologique en Amérique du Nord | 2008  |
| Le maïs et la biodiversité – Les effets du maïs transgénique au Mexique : Principales conclusions et recommandations                                                                                   | 2004  |
| Les possibilités et les défis environnementaux liés au marché nord-américain de l’électricité en évolution                                                                                             | 2002  |
| Méandre de vie – Un programme visant à préserver l'habitat transfrontalier des oiseaux migrateurs le long de la haute-San Pedro                                                                        | 1999  |
| Les mouvements de polluants à l'échelle du continent – Un programme de coopération pour résoudre le problème du transport à grande distance des polluants atmosphériques en Amérique du Nord           | 1997  |
| Mortalité d'oiseaux migrateurs au réservoir Silva | 1995  |